# Marvin Foster
Pour les articles homonymes, voir Foster.
 (décembre 2023).
La mise en forme du texte ne suit pas les recommandations de Wikipédia : il faut le « wikifier ».
Les points d'amélioration suivants sont les cas les plus fréquents. Le détail des points à revoir est peut-être précisé sur la page de discussion.
- Les titres sont pré-formatés par le logiciel. Ils ne sont ni en capitales, ni en gras.
- Le texte ne doit pas être écrit en capitales (les noms de famille non plus), ni en gras, ni en italique, ni en « petit »…
- Le gras n'est utilisé que pour surligner le titre de l'article dans l'introduction, une seule fois.
- L'italique est rarement utilisé : mots en langue étrangère, titres d'œuvres, noms de bateaux, etc.
- Les citations ne sont pas en italique mais en corps de texte normal. Elles sont entourées par des guillemets français : « et ».
- Les listes à puces sont à éviter, des paragraphes rédigés étant largement préférés. Les tableaux sont à réserver à la présentation de données structurées (résultats, etc.).
- Les appels de note de bas de page (petits chiffres en exposant, introduits par l'outil «  Source ») sont à placer entre la fin de phrase et le point final[comme ça].
- Les liens internes (vers d'autres articles de Wikipédia) sont à choisir avec parcimonie. Créez des liens vers des articles approfondissant le sujet. Les termes génériques sans rapport avec le sujet sont à éviter, ainsi que les répétitions de liens vers un même terme.
- Les liens externes sont à placer uniquement dans une section « Liens externes », à la fin de l'article. Ces liens sont à choisir avec parcimonie suivant les règles définies. Si un lien sert de source à l'article, son insertion dans le texte est à faire par les notes de bas de page.
- La présentation des références doit suivre les conventions bibliographiques. Il est recommandé d'utiliser les modèles {{Ouvrage}}, {{Chapitre}}, {{Article}}, {{Lien web}} et/ou {{Bibliographie}}. Le mode d'édition visuel peut mettre en forme automatiquement les références.
- Insérer une infobox (cadre d'informations à droite) n'est pas obligatoire pour parachever la mise en page.

Pour une aide détaillée, merci de consulter Aide:Wikification.
Si vous pensez que ces points ont été résolus, vous pouvez retirer ce bandeau et améliorer la mise en forme d'un autre article.
 (décembre 2023).
Marvin Foster est un surfer professionnel hawaiien né le 6 février 1961 à Honolulu (Hawaii), et mort le 18 mai 2010 à Haleiwa (Hawaii). Ses obsèques de surfer ont été célébrées le 10 juillet 2010 au large, à Haleiwa Ali Beach Park (Hawaii), où ses cendres ont été dispersées.

## Biographie
Goofy foot, il commence le surf à l'âge de 13 ans, et passe professionnel en 1980, intégrant l'ASP World Tour.

## Palmarès
Il atteint la demi-finale du Offshore Pipeline Masters (Oahu, Hawaii) en 1980, 9e étape du circuit ASP World Tour.
Dès sa première année sur l'ASP World Tour, en 1980, il termine la saison avec le titre de meilleur jeune de l'année (Rookie of the Year).
En 1982, il arrive en 1/8e de finale du Offshore Pipeline Masters.
En 1983, il participe au Marui World Surfing Pro (Chiba, Japon) mais est sorti au 1er tour par Bud Llamas.
En 1986, il termine 7e du Billabong Pro à (Sunset Beach et Waimea Bay, Oahu, Hawaii), mais se fait sortir au 1er tour du Marui/Offshore Masters (Banzai Pipeline) la semaine suivante, après une série où figurent notamment Dane Kealoha, Chris Frohoff, et Mark Richards.
En 1989, il arrive en 1/8e de finale du Marui PipeMasters (Banzai Pipeline), où il est devancé par Shaun Tomson et Barton Lynch.
En 1992, il arrive en 1/8e de finale du HIC Rusty Pro (Banzai Pipeline).
En 1994, il termine 7e du Hawaiian Island Creation Pro, à Banzai Pipeline, sixième étape du circuit WQS (World Qualifying Series), alors remporté par Larry Rios (Hawaii).
Il est notamment le premier à surfer la gauche de Waimea Bay par grosse houle, et s'est fait remarquer à son époque par le fait qu'il tubait plus profond que les autres sur la vague de Backdoor.